# هانا غلاس (كاتبة)
هانا غلاس، (بالانجليزية: Hannah Glasse) (اسمها قبل الزواج هانا أولغود، مارس عام 1708 - 1 سبتمبر عام 1770)، كاتبة عن المطبخ الإنجليزي في القرن الثامن عشر. أصبح كتابها الأول عن الطبخ، فن الطبخ ببساطة وسهولة، الذي نُشر عام 1747، وهو كتاب الوصفات الأكثر مبيعًا في ذلك القرن. تمت إعادة طبعه في السنة الأولى من نشره وظهر في 20 طبعة مختلفة في القرن الثامن عشر واستمر نشره حتى القرن التاسع عشر. كتبت غلاس لاحقًا كتابها دليل الخدم (1760) والكامل في الحلويات، الذي ربما نُشر في عام 1760؛ لكن أي من الكتابين لم يلقى نجاحًا اقتصاديًا مثل كتابها الأول.
وُلدت غلاس لمالك أرض في نورثمبرلاند، لندن وعشيقته. بعد انتهاء العلاقة، نشأت غلاس مع عائلة والدها. عندما أصبحت في السادسة عشر من عمرها، هربت مع عشيقها، وهو جندي أيرلندي يبلغ من العمر 30 عامًا، وعاش الاثنان بالاعتماد على راتبه الزهيد في إسيكس، حيث عملت في ملكية إيرلز أوف دونيغال. كافح الزوجان ماليًا وبهدف جمع الأموال، كتبت غلاس كتاب فن الطبخ ببساطة وسهولة. تم نسخه على نطاق واسع مقارنةً بكتب الطبخ الأخرى، إذ تم نشر حوالي ثلث الوصفات في أماكن أخرى. من بين وصفاتها الأصلية المعروفة وصفة الكاري المكتوبة باللغة الإنجليزية، بالإضافة إلى ثلاث وصفات بيلاف، وهي إشارة مبكرة إلى الفانيليا في المطبخ الإنجليزي وأول استخدام مسجل لحلوى الهلام مع حلوى ترايفل ووصفة مبكرة للمثلجات. كانت أيضًا أول من استخدم مصطلح «بودينغ يوركشاير» في الطباعة.
عملت غلاس كخياطة في كوفنت غاردن - حيث كان من بين زبوناتها أوغستا أميرة ساكس -غوتا- ألتينبورغ، أميرة ويلز، لكن تراكمت عليها ديون كبيرة. تم سجنها بتهمة الإفلاس وأجبرت على بيع حقوق الطبع والنشر لكتاب فن الطبخ. لم يتم تسجيل مراحل حياة غلاس اللاحقة بشكل كامل؛ إذ فُقدت المعلومات المتعلقة بهويتها حتى كشفت عنها المؤرخة مادلين هوب دودز في عام 1938. قام مؤلفون آخرون بسرقة كتابات غلاس ونشرها على نطاق واسع، لا سيما في الولايات المتحدة. حظي كتاب فن الطبخ بإعجاب الطهاة الإنجليز في الجزء الثاني من القرن العشرين وأثر على العديد منهم، بما في ذلك إليزابيث ديفيد وفاني كرادوك وكلاريسا ديكسون رايت.

## سيرتها الذاتية

### كتاب فن الطبخ
في رسالة مؤرخة في يناير عام 1746، كتبت غلاس «يحظى كتابي بإقبال جيد للغاية والجميع سعداء به، إنه الآن في الأسواق». تمت طباعة كتاب فن الطبخ في العام التالي وبيع في «السيدة أشبورن، متجر الصين، زاوية نهر فليت»، وفقًا لصفحة العنوان. بيعت نسخة الكتاب بقيمة 5 شلنات أو مخيطًا مقابل 3 شلنات. كما جرت العادة بالنسبة للناشرين في ذلك الوقت، قدمت غلاس أسماء المشتركين - أولئك الذين دفعوا مسبقًا مقابل نسخة الكتاب - والذين تم إدراجهم داخل العمل. أدرجت في الطبعة الأولى 202 مشتركًا؛ وزاد هذا العدد بالنسبة للطبعتين الثانية والثالثة. في صفحة العنوان، كتبت غلاس أن الكتاب «قد تجاوز أي شيء من هذا النوع قد نُشر من قبل على الإطلاق». تقول في المقدمة «أعتقد أنني حاولت إنشاء فرع للطبخ لم يعتقد أحد بعد أنه يستحق وقتًا للكتابة عنه»، وهو القيام بتأليف كتاب يستهدف أفراد الأسرة الذين يلازمون المنزل. على هذا النحو، تعتذر غلاس للقراء قائلةً: «إذا لم أكتب بأسلوب رفيع، فأنا آمل أن تغفروا لي؛ ذلك أن نيتي هي توجيه النوع الأقل مستوى، وبالتالي يجب معاملتهم بطريقتهم الخاصة».
استخدمت غلاس مصادر أخرى على نطاق واسع أثناء الكتابة: من بين 972 وصفة في الطبعة الأولى، تم نسخ 342 منها أو دمجها مع أعمال أخرى. اعتُبرت هذه السرقة الأدبية نموذجية في ذلك الوقت، حيث أنه بموجب قانون آن - قانون البرلمان لعام 1709 الذي يتناول حماية حقوق النشر - لم يتم حماية الوصفات من انتهاك حقوق النشر. تم أخذ الفصل الخاص بالكريما بالكامل من كتاب إليزا سميث عام 1727 تحت عنوان ربة المنزل المثالية، وفي قسم اللحوم، تم نسخ 17 وصفة متتالية من كتاب واجب المرأة الكامل، على الرغم من أن غلاس قد أعادت كتابة التعليمات الضئيلة المخصصة للطهاة ذوي الخبرة في تعليمات أكثر اكتمالًا للأشخاص الأقل كفاءةً.
ظهرت الطبعة الثانية من كتاب فن الطبخ قبل انتهاء العام ونُشرت تسعة إصدارات أخرى بحلول عام 1765. لم تكشف الطبعات الأولى من الكتاب عن مؤلفه، بل تحت اسم مجهول «بواسطة سيدة»؛ لم يظهر اسم غلاس على صفحة العنوان إلا في الإصدار الرابع الذي نُشر عام 1751. بسبب عدم وجود اسم المؤلف، انتشر الاعتقاد الخاطئ بأن الكتاب قد كُتب من قِبَل جون هيل؛ في كتاب حياة جونسون لجيمس بوزويل، إذ يتحدث عن موعد عشاء برفقة صموئيل جونسون والناشر تشارلز ديلي. صرح ديلي أن «كتاب طبخ السيدة غلاس، وهو الأفضل، قد كتبه الدكتور هيل، وهذا معروف من قِبَل نصف التجار. لم يتقبل جونسون هذا تمامًا بسبب الالتباس الموجود في الكتاب بين نترات البوتاسيوم ونترات الصوديوم، وهو خطأ لم يكن هيل ليرتكبه. على الرغم من ذلك، اعتقد جونسون أن الكاتب قد يكون ذكرًا، وقال «يمكن للمرأة أن تفعل الكثير من الأشياء بشكل متقن للغاية؛ لكنها لن تستطيع كتابة كتاب جيد عن الطبخ».